# Darnózseli, Győr-Moson-Sopron
Darnózseli  este un sat în districtul Mosonmagyaróvár, județul Győr-Moson-Sopron, Ungaria, având o populație de 1.582 de locuitori (2011). 

## Demografie
Componența etnică a satului Darnózseli
     Maghiari (98,92%)
     Alții (1,08%)
Componența confesională a satului Darnózseli
     Romano-catolici (69,66%)
     Fără religie (3,1%)
     Reformați (2,28%)
     Necunoscută (24,46%)
     Alte religii (1,01%)
Conform recensământului din 2011, satul Darnózseli avea 1.582 de locuitori. Din punct de vedere etnic, majoritatea locuitorilor (98,92%) erau maghiari.  Din punct de vedere confesional, majoritatea locuitorilor (69,66%) erau romano-catolici, existând și minorități de persoane fără religie (3,1%) și reformați (2,28%). Pentru 24,46% din locuitori nu este cunoscută apartenența confesională.